# Szwecja na Zimowych Igrzyskach Olimpijskich 1980
Szwecję na Zimowych Igrzyskach Olimpijskich 1980 reprezentowało 61 zawodników: 49 mężczyzn i dwanaście kobiet. Był to trzynasty start reprezentacji Szwecji na zimowych igrzyskach olimpijskich.

## Zdobyte medale
| Medal | Zawodnik | Dyscyplina            | Konkurencja            | Rezultat     |
| ----- | --- | --------------------- | ---------------------- | ------------ |
| Złoto | Thomas Wassberg | Biegi narciarskie     | Bieg na 15 km mężczyzn | 41:57,63 min |
| Złoto | Ingemar Stenmark | Narciarstwo alpejskie | Slalom gigant mężczyzn | 2:40,74 min  |
| Złoto | Ingemar Stenmark | Narciarstwo alpejskie | Slalom mężczyzn        | 1:44,26 min  |
| Brąz  | Per-Eric Lindbergh, William Löfqvist, Tomas Jonsson, Sture Andersson, Ulf Weinstock, Jan Eriksson, Tommy Samuelsson, Mats Waltin, Thomas Eriksson, Per Lundqvist, Mats Åhlberg, Håkan Eriksson, Mats Näslund, Lennart Norberg, Bengt Lundholm, Leif Holmgren, Dan Söderström, Harald Lückner, Lars Mohlin, Bo Berglund | Hokej na lodzie       | turniej mężczyzn       |              |

## Skład kadry

### Biathlon
Mężczyźni
| Zawodnik                                                  | Konkurencja         | czas biegu  | Kary | Łączny czas | Pozycja |
| --------------------------------------------------------- | ------------------- | ----------- | ---- | ----------- | ------- |
| Ronnie Adolfsson                                          | Bieg na 20 km       | 1:08:10,90  | 5:00 | 1:13:10,90  | 11.     |
| Sören Wikström                                            | Bieg na 20 km       | 1:08:13,34  | 5:00 | 1:13:13,34  | 12.     |
| Sven Fahlén                                               | Bieg na 20 km       | 1:09:549,23 | 8:00 | 1:17:49,23  | 31.     |
| Sören Wikström                                            | Bieg na 10 km       | 34:57,01    | 2    | 34:57,01    | 14.     |
| Ronnie Adolfsson                                          | Bieg na 10 km       | 35:14,87    | 3    | 35:14,87    | 15.     |
| Per Andersson                                             | Bieg na 10 km       | 35:55,57    | 2    | 35:55,57    | 22.     |
| Sven Fahlén Per Andersson Sören Wikström Ronnie Adolfsson | Sztafeta 4 × 7,5 km | 1:40:44,62  | 6    | 1:40:44,62  | 10.     |

### Biegi narciarskie
Mężczyźni
| Zawodnik                                                         | Konkurencja        | czas                     | Pozycja                  |
| ---------------------------------------------------------------- | ------------------ | ------------------------ | ------------------------ |
| Thomas Wassberg                                                  | Bieg na 15 km      | 41:57,63                 | złoto                    |
| Thomas Eriksson                                                  | Bieg na 15 km      | 43:11,88                 | 11.                      |
| Benny Kohlberg                                                   | Bieg na 15 km      | 43:39,22                 | 17.                      |
| Sven-Erik Danielsson                                             | Bieg na 15 km      | 43:41,21                 | 18.                      |
| Thomas Wassberg                                                  | Bieg na 30 km      | 1:28:40,35               | 4.                       |
| Benny Kohlberg                                                   | Bieg na 30 km      | 1:30:57,56               | 13.                      |
| Sven-Åke Lundbäck                                                | Bieg na 30 km      | 1:31:31,96               | 17.                      |
| Stig Jäder                                                       | Bieg na 30 km      | 1:32:08,09               | 25.                      |
| Sven-Åke Lundbäck                                                | Bieg na 50 km      | 2:31:59,65               | 8.                       |
| Thomas Eriksson                                                  | Bieg na 50 km      | 2:36:33,85               | 16.                      |
| Erik Gustavsson                                                  | Bieg na 50 km      | 2:43:39,93               | 34.                      |
| Stig Jäder                                                       | Bieg na 50 km      | Nie ukończył konkurencji | Nie ukończył konkurencji |
| Sven-Åke Lundbäck Thomas Eriksson Benny Kohlberg Thomas Wassberg | Sztafeta 4 × 10 km | 2:00:42,71               | 5.                       |

Kobiety
| Zawodnik                                                       | Konkurencja       | czas       | Pozycja |
| -------------------------------------------------------------- | ----------------- | ---------- | ------- |
| Lena Carlzon-Lundbäck                                          | Bieg na 5 km      | 15:43,04   | 10.     |
| Marie Johansson                                                | Bieg na 5 km      | 15:47,19   | 11.     |
| Eva Olsson                                                     | Bieg na 5 km      | 15:48,59   | 12.     |
| Karin Lamberg-Skog                                             | Bieg na 5 km      | 15:55,07   | 17.     |
| Eva Olsson                                                     | Bieg na 10 km     | 31:36,08   | 10.     |
| Lena Carlzon-Lundbäck                                          | Bieg na 10 km     | 31:45,50   | 11.     |
| Marie Johansson                                                | Bieg na 10 km     | 31:48,57   | 15.     |
| Karin Lamberg                                                  | Bieg na 10 km     | 32:10,44   | 17.     |
| Marie Johansson Karin Lamberg Eva Olsson Lena Carlzon-Lundbäck | Sztafeta 4 × 5 km | 1:05:16,32 | 6.      |

### Bobsleje
Mężczyźni
| Osada | Zawodnik                                                   | Konkurencja | Ślizg 1 | Ślizg 2 | Ślizg 3 | Ślizg 4 | Łącznie                   | Pozycja                   |
| ----- | ---------------------------------------------------------- | ----------- | ------- | ------- | ------- | ------- | ------------------------- | ------------------------- |
| SWE-I | Carl-Erik Eriksson Kenth Rönn                              | Dwójki      | 1:03,56 | 1:04,49 | 1:03,22 | 1:05,65 | 4:16,92                   | 15.                       |
| SWE-I | Carl-Erik Eriksson Peter Jansson Runald Beckman Kenth Rönn | Czwórki     | 1:01,01 | 1:01,00 | 1:00,36 | 1:02,56 | Nie ukończyli konkurencji | Nie ukończyli konkurencji |

### Hokej na lodzie
Reprezentacja mężczyzn
| - Per-Eric Lindbergh - William Löfqvist - Tomas Jonsson - Sture Andersson - Ulf Weinstock - Jan Eriksson - Tommy Samuelsson - Mats Waltin - Thomas Eriksson - Per Lundqvist |  | - Mats Åhlberg - Håkan Eriksson - Mats Näslund - Lennart Norberg - Bengt Lundholm - Leif Holmgren - Dan Söderström - Harald Lückner - Lars Mohlin - Bo Berglund |

Reprezentacja Szwecji brała udział w rozgrywkach grupy "niebieskiej" turnieju olimpijskiego, w której zajęła pierwsze miejsce i awansowała do grupy finałowej. W grupie finałowej zajęła 3.miejsce tym samym zdobywając brązowy medal.

#### Grupa Niebieska
| Drużyna           | M | Mecze | Mecze | Mecze | Bramki | Bramki | Bramki | Pkt |
| Drużyna           | M | W     | R     | P     | +      | -      | +/-    | Pkt |
| ----------------- | - | ----- | ----- | ----- | ------ | ------ | ------ | --- |
| Szwecja           | 5 | 4     | 1     | 0     | 26     | 7      | +13    | 9   |
| Stany Zjednoczone | 5 | 4     | 1     | 0     | 25     | 10     | +15    | 9   |
| Czechosłowacja    | 5 | 3     | 0     | 2     | 34     | 16     | +18    | 6   |
| Rumunia           | 5 | 1     | 1     | 3     | 13     | 29     | -16    | 3   |
| RFN               | 5 | 1     | 0     | 4     | 21     | 30     | -9     | 2   |
| Norwegia          | 5 | 0     | 1     | 4     | 9      | 36     | -27    | 1   |

Wyniki
| 12 lutego 1980 | Szwecja | 2:2 | Stany Zjednoczone | Olympic Fieldhouse |

| Godzina: 20:00 | S.Andersson 11:04 T.Eroksson 44:45 | (1:0, 0:1, 1:1) | D.Silk 39:32 W.Baker 59:33 | Sędzia główny: Dombrowski |

| 14 lutego 1980 | Rumunia | 0:8 | Szwecja | Olympic Arena |

| Godzina: 15:30 |  | (0:3, 0:4, 0:1) | M.Åhlberg 00:40 P/Lundqvist 05:59 J.Eriksson 07:42 T.Eriksson 21:50 L.Mohlin 28:05 L.Mohlin 32:31 B.Lundholm 37:17 T.Jonsson 50:18 | Sędzia główny: Karl-Gustav Kaisla |

| 16 lutego 1980 | Szwecja | 5:2 | Niemcy | Olympic Arena |

| Godzina: 22:45 | B.Berglund 09:52 M.Näslund 26:50 P.Lundqvist 28:35 D.Söderström 32:36 D.Söderström 36:03 | (1:0, 4:1, 0:1) | U.Egen 37:06 J.Reil 56:43 | Sędzia główny: Dombrowski |

| 18 lutego 1980 | Norwegia | 1:7 | Szwecja | Olympic Fieldhouse |

| Godzina: 15:45 | T.Abrahamsen 51:08 | (0:2, 0:4, 1:1) | M.Åhlberg 14:03 M.Åhlberg 16:20 M.Åhlberg 23:48 P.Lundqvist 34:08 L.Norberg 36:40 S.Andersson 37:09 M.Näslund 43:24 | Sędzia główny: Vladimir Šubrt |

| 20 lutego 1980 | Czechosłowacja | 2:4 | Szwecja | Olympic Fieldhouse |

| Godzina: 16:00 | M.Nový 52:05 J.Pouzar 59:22 | (0:2, 0:1, 2:1) | M.Åhlberg 09:18 L.Holmgren 10:55 M.Näslund 36:02 P.Lundqwist 57:00 | Sędzia główny: Karl-Gustav Kaisla |

#### Grupa finałowa
Do tej fazy rozgrywek zaliczone wyniki meczów z rozgrywek grupowych pomiędzy zainteresowanymi drużynami.
| Drużyna           | M | Mecze | Mecze | Mecze | Bramki | Bramki | Bramki | Pkt | Uwagi |
| Drużyna           | M | W     | R     | P     | +      | -      | +/-    | Pkt | Uwagi |
| ----------------- | - | ----- | ----- | ----- | ------ | ------ | ------ | --- | ----- |
| Stany Zjednoczone | 3 | 2     | 1     | 0     | 10     | 7      | +3     | 5   |       |
| ZSRR              | 3 | 2     | 0     | 1     | 16     | 8      | +8     | 4   |       |
| Szwecja           | 3 | 1     | 2     | 0     | 7      | 14     | -7     | 2   |       |
| Finlandia         | 3 | 0     | 1     | 2     | 7      | 11     | -4     | 1   |       |

Wyniki
| 22 lutego 1980 | Finlandia | 3:3 | Szwecja | Olympic Fieldhouse |

| Godzina: 23:00 | M.Leinonen 03:00 J.Porvari 27:06 M.Leinonen 47:59 | (1:0, 1:1, 1:2) | U.Weinstock 30:25 T.Jonsson 45:25 M.Waltin 46:14 | Sędzia główny: Jim Neagles |

| 24 lutego 1980 | Szwecja | 2:9 | ZSRR | Olympic Fieldhouse |

| Godzina: 16:45 | M.AAhleberg 49:17 L.Holmgren 54:21 | (0:4, 0:5, 2:0) | W.Pietrow 00:36 S.Makarow 05:52 A.Malcew 10:31 B.Michajłow 17:38 W.Wasiljew 20:33 W.Krutow 27:18 A.Skworcow 28:14 W.Żłuktow 34:51 W.Fietisow 35:02 | Sędzia główny: Haley |

### Łyżwiarstwo figurowe
| Zawodnik     | Konkurencja | Nota   | Pozycja |
| ------------ | ----------- | ------ | ------- |
| Thomaz Öberg | Soliści     | 149,30 | 14.     |

### Łyżwiarstwo szybkie
Mężczyźni
| Zawodnik         | Konkurencja   | Konkurencja   | Konkurencja        | Konkurencja        | Konkurencja    | Konkurencja    | Konkurencja    | Konkurencja    | Konkurencja      | Konkurencja      |
| Zawodnik         | Bieg na 500 m | Bieg na 500 m | Bieg na 1000 m     | Bieg na 1000 m     | Bieg na 1500 m | Bieg na 1500 m | Bieg na 5000 m | Bieg na 5000 m | Bieg na 10 000 m | Bieg na 10 000 m |
| Zawodnik         | Czas          | Miejsce       | Czas               | Miejsce            | Czas           | Miejsce        | Czas           | Miejsce        | Czas             | Miejsce          |
| ---------------- | ------------- | ------------- | ------------------ | ------------------ | -------------- | -------------- | -------------- | -------------- | ---------------- | ---------------- |
| Jan-Åke Carlberg | 39,03         | 10.           | 1:19,13            | 16.                |                |                |                |                |                  |                  |
| Oloph Granath    | 39,15         | 12.           | 1:17,74            | 8.                 |                |                |                |                |                  |                  |
| Johan Granath    | 1:21,44       | 36.           | nie ukończył biegu | nie ukończył biegu |                |                |                |                |                  |                  |
| Tomas Gustafson  |               |               |                    |                    | 1:58,18        | 7.             | 7:16,85        | 12.            | 15:05,18         | 12.              |
| Ulf Ekstrand     |               |               |                    |                    | 2:00,23        | 16.            | 7:13,13        | 8.             | 15:33,42         | 21.              |
| Jan Junell       |               |               |                    |                    | 2:02,11        | 21.            | 7:19,50        | 14.            |                  |                  |
| Örjan Sandler    |               |               |                    |                    |                |                |                |                | 15:11,52         | 14.              |

Kobiety
| Zawodnik                | Konkurencja   | Konkurencja   | Konkurencja    | Konkurencja    | Konkurencja    | Konkurencja    | Konkurencja    | Konkurencja    |
| Zawodnik                | Bieg na 500 m | Bieg na 500 m | Bieg na 1000 m | Bieg na 1000 m | Bieg na 1500 m | Bieg na 1500 m | Bieg na 3000 m | Bieg na 3000 m |
| Zawodnik                | Czas          | Miejsce       | Czas           | Miejsce        | Czas           | Miejsce        | Czas           | Miejsce        |
| ----------------------- | ------------- | ------------- | -------------- | -------------- | -------------- | -------------- | -------------- | -------------- |
| Ann-Sofie Järnström     | 42,47         | 4.            | 1:28,10        | 8.             |                |                |                |                |
| Sylvia Filipsson        | 44,05         | 16.           | 1:28,18        | 9.             | 2:12,84        | 5.             | 4:40,22        | 7.             |
| Annette Carlén-Karlsson | 44,52         | 24.           | 1:28,25        | 10.            | 2:17,31        | 20.            | 4:52,70        | 18.            |

### Narciarstwo alpejskie
Mężczyźni
| Zawodnik          | Konkurencja | Konkurencja | Konkurencja       | Konkurencja       | Konkurencja   | Konkurencja   | Konkurencja       | Konkurencja                 | Konkurencja                 | Konkurencja                 |
| Zawodnik          | Zjazd       | Zjazd       | Slalom gigant     | Slalom gigant     | Slalom gigant | Slalom gigant | Slalom specjalny  | Slalom specjalny            | Slalom specjalny            | Slalom specjalny            |
| Zawodnik          | Czas        | Pozycja     | Czas 1. przejazdu | Czas 2. przejazdu | Czas łączny   | Pozycje       | Czas 1. przejazdu | Czas 2. przejazdu           | Czas łączny                 | Pozycja                     |
| ----------------- | ----------- | ----------- | ----------------- | ----------------- | ------------- | ------------- | ----------------- | --------------------------- | --------------------------- | --------------------------- |
| Ingemar Stenmark  |             |             | 1:20,49           | 1:20,25           | 2:40,74       | złoto         | 53,89             | 50,37                       | 1:44,26                     | złoto                       |
| Torsten Jakobsson |             |             | 1:23,24           | 1:23,18           | 2:46,42       | 21.           | Dyslwaifikacja    | Nie ukończył konkurencji    | Nie ukończył konkurencji    | Nie ukończył konkurencji    |
| Stig Strand       |             |             | 1:23,37           | 1:25,25           | 2:48,62       | 28.           | 55,64             | Nie ukończył 2-go przejazdu | Nie ukończył 2-go przejazdu | Nie ukończył 2-go przejazdu |

Kobiety
| Zawodniczka      | Konkurencja | Konkurencja | Konkurencja       | Konkurencja       | Konkurencja   | Konkurencja   | Konkurencja                  | Konkurencja                  | Konkurencja                  | Konkurencja                  |
| Zawodniczka      | Zjazd       | Zjazd       | Slalom gigant     | Slalom gigant     | Slalom gigant | Slalom gigant | Slalom specjalny             | Slalom specjalny             | Slalom specjalny             | Slalom specjalny             |
| Zawodniczka      | Czas        | Pozycja     | Czas 1. przejazdu | Czas 2. przejazdu | Czas łączny   | Pozycja       | Czas 1. przejazdu            | Czas 2. przejazdu            | Czas łączny                  | Pozycja                      |
| ---------------- | ----------- | ----------- | ----------------- | ----------------- | ------------- | ------------- | ---------------------------- | ---------------------------- | ---------------------------- | ---------------------------- |
| Anna-Karin Hesse |             |             | 1:17,24           | 1:29,78           | 2:47,02       | 11.           | Nie ukończyła 1-go przejazdu | Nie ukończyła 1-go przejazdu | Nie ukończyła 1-go przejazdu | Nie ukończyła 1-go przejazdu |
| Ann Melander     |             |             | 1:16,84           | 1:30,79           | 2:47,63       | 15.           | 44,51                        | 45,31                        | 1:29,82                      | 9.                           |
| Åsa Svedmark     |             |             | 1:18,90           | 1:31,47           | 2:50,37       | 24.           | 46,06                        | 45,45                        | 1:31,51                      | 12.                          |

### Saneczkarstwo
Mężczyźni
| Zawodnik                      | Konkurencja | Ślizg 1 | Ślizg 2 | Ślizg 3 | Ślizg 4 | Łącznie  | Pozycja |
| ----------------------------- | ----------- | ------- | ------- | ------- | ------- | -------- | ------- |
| Stefan Kjernholm              | Jedynki     | 44,565  | 44,905  | 44,900  | 48,538  | 3:02,908 | 18.     |
| Stefan Kjernholm Kenneth Holm | Dwójki      | 40,415  | 41,024  |         |         | 1:21,439 | 12.     |

Kobiety
| Zawodnik        | Konkurencja | Ślizg 1 | Ślizg 2 | Ślizg 3 | Ślizg 4 | Łącznie  | Pozycja |
| --------------- | ----------- | ------- | ------- | ------- | ------- | -------- | ------- |
| Agneta Lindskog | Jedynki     | 40,219  | 40,547  | 40,463  | 40,388  | 2:41,391 | 13.     |
| Anneli Näsström | Jedynki     | 40,987  | 41,096  | 40,999  | 40,877  | 2:43,959 | 19.     |

### Skoki narciarskie
Mężczyźni
| Konkurencja            | Skoczek      | Skok 1    | Skok 1 | Skok 2               | Skok 2               | Nota                 | Pozycja |
| Konkurencja            | Skoczek      | odległość | Nota   | odległość            | Nota                 | Nota                 | Pozycja |
| ---------------------- | ------------ | --------- | ------ | -------------------- | -------------------- | -------------------- | ------- |
| Skocznia normalna K-70 | Jan Holmlund | 75,0      | 101,7  | 71,0                 | 93,8                 | 195,8                | 34.     |
| Skocznia duża K-90     | Jan Holmlund | 75,0      | 26,2   | Nie oddał 2-go skoku | Nie oddał 2-go skoku | Nie oddał 2-go skoku | 50.     |